# Umění milovat (Ovidius)
Umění milovat (latinsky Ars amatoria, Ars amandi) je série tří knih, jejichž autorem je římský básník Publius Ovidius Naso. Jejich vznik se klade do období 1 př. n. l. až 4 n. l. Ovidius vychází z antické mytologie, a proto se v knize objevují jména jako Venuše, Meneláos, Paris a Helena, Ariadna, Achilles, Déianeira a další. Často je používána přímá řeč a přirovnání, což knihu oživuje. Básník tvrdí, že láska je „zákeřná a extrémně nakažlivá nemoc“ a lék na ni dává v části „Jak léčiti lásku“. Název knihy nemá být chápán jako technická záležitost nebo jako umělecký produkt civilizace, ale jako příručka či průvodce. Kniha má formu elegických dvojverší spíše než heroického hexametru, který je obvykle spojován s didaktickou básní.
Dílo je složeno ze tří knih: První kniha se skládá z rad mužům, jak si lásku dotyčné získat. Druhá radí, jak si ji nejlépe udržet. Třetí se skládá z podobných rad ženám (rady ženám napsal až o dva roky později, prý „aby to nebylo ženám líto“).

## Obsah
Standardní situace a klišé tématu jsou zpracovány zábavně, s detaily z řecké mytologie (o Ariadné a Théseovi, o Daidalovi a Ikarovi atd.) a z každodenního římského života a obecné lidské zkušenosti. Ovidius přirovnává lásku k vojenské službě, která údajně vyžaduje nejpřísnější poslušnost k ženě. I když jsou popisovány báje, vychází z reálného života. Ženám radí, aby své milence uměle žárlily, aby se z nich samolibostí nestaly zanedbané. Přes ironickou řeč se Ovidius nikdy nestane sprostým nebo obscénním. Trapné záležitosti nejsou zcela vyloučeny, protože „praecipue nostrum est, quod pudet, inquit, opus“ („co přináší ruměnec... je zde naše zvláštní záležitost“). Sexuální záležitosti v užším slova smyslu jsou řešeny až na konci každé knihy, takže forma a obsah splývají rafinovaně důmyslným způsobem (věci, abychom tak řekli, vždy skončí v posteli). Ale i zde si Ovidius zachovává svůj styl a diskrétnost a vyhýbá se jakémukoli pornografickému nádechu. Závěr druhé knihy pojednává o potěšeních ze simultánního orgasmu. Poněkud netypicky pro Římana, básník vyznává „Odi concubitus, qui non utrumque resolvunt. Hoc est, cur pueri tangar amore minus“ („Nemám rád pohlavní styk, který nepřiměje oba milence se dokončit. To je důvod, proč méně miluji chlapce.“).

### Kniha první
V samém úvodu básník seznamuje čtenáře s jeho úkolem, jímž je najít si lásku a získat ji. Sám se přirovnává k učiteli, který získal svůj dar ovládání Amora. Po několika úvodních verších se už v každém dalším ukrývá rada muži, který touží po své vysněné dívce. Ať už metaforicky nebo přímočaře vystihuje přesný problém. Několik prvních kapitol se Ovidius věnuje místům, na kterých se lze seznámit s ženami. Popisuje, jak by se muži měli chovat na každém z nich a hon na ženu je často brán jako jakýsi lov na divoké zvíře. Následovně pokračuje kapitolami o seznámení se s ženou a hlavně se snaží ovlivnit smýšlení mužů, které je pro toto velice důležité. Autor zde uvádí důležitou definici, která říká, že každá žena je získatelná, jen na muži je, jakou si vybere. I tím zvýší mužské ego a sebejistotu, která je při takovém aktu důležitá víc než kdykoli předtím.

### Kniha druhá
V druhé části jde o to, jak si ženu udržet, tedy jak se o ženu starat, jak se jí věnovat a jak pečovat o její city. Jsou zde rady při nevěře jak ze strany muže, tak i ženy. Obsažen je příklad rčení, že co oči nevidí, to srdce nebolí. Pojednává o myšlence, že láska časem zraje. Také že partnerka nemusí být krásná jako modelka a může mít spoustu menších chybiček, avšak to není důvod, proč by se jí muž měl vzdávat. Časem se chybička může podle Ovidia i změnit v půvab.

### Kniha třetí
Ve třetí části jsou rady určené pro něžnější pohlaví. Ovidius nabádá hlavně k tomu, aby si ženy všímaly mužů, dokud jsou mladé a krásné. Pokud nejsou nějaké ženské vnady až tak dobré, radí jak mírné nedostatky ukrýt či rafinovaně přeměnit v půvab. Předkládá, kde a kdy se procházet, jak se oblékat, jak pečovat o pleť, o vlasy, jak jíst a jak se smát. Prostě vše, aby si muži ženy všimli. A také varuje, co mužům vadí a co se jim nelíbí. Na konci třetí části jsou stejně jako v Kámasútře „odmítnuty“ různé sexuální polohy a ženy jsou nabádány, aby si vybraly tu nejvhodnější, přičemž mají pečlivě zohlednit proporce vlastního těla. Ovidiův odlehčený jazyk se znovu projevuje, když doporučuje, aby vysoké ženy nesedaly na své milence, což je zdůvodněno na úkor nejvyššího hrdiny trojských válek: „Quod erat longissima, numquam Thebais Hectoreo nupta resedit equo“ („Od té doby, co ona velmi vysoká dcera Théb (Andromache) jako manželka nikdy nenasedla na Hektora jako na koně“).

## Citáty

### Kniha I.
- Buď přizpůsobivý!
- Buď pozorný!
- Buď výřečný – klidně si i vymýšlej!
- Lichotně ji sváděj! (přirovnává k situaci – i kráva po býku zabučí)
- Donuť ji k tomu, aby žárlila!
- Obětuj pro ni všechen svůj čas!
- Měj čistotu v oblibě!

### Kniha II.
- Donuť dívku, aby se do tebe zamilovala, ale jen krása a vzhled ti nepomůžou!
- Musíš se všestranně rozvíjet!
- Lichoť ji a říkej ji, co ráda uslyší!
- Ustup ji, když vzdoruje, sám pro sebe budeš vítěz!
- Snaž se, aby ses pro ni stal zvykem!
- Vyvaruj se nevěry!
- Nevytýkej dívkám vady!
- Nikdy neuspěchej vrcholnou rozkoš!

### Kniha III.
- Musíš o sebe pečovat!
- Nauč se půvabně smát a plakat, kdykoliv je to zapotřebí!
- Nauč se ladně chodit!
- Chraň se mužům, kteří o sebe moc dbají!
- Nesmíš být rychle poddajná, nech ho v nejistotě!
- Buď zábavná! Buď bouřlivá!
- Pokud najdeš lásku, využij toho a rychle ji uchop – může odejít tak rychle jako přišla!
- Pij, co unese hlava a do té doby, kdy rozum a nohy budou pevné!